# The 13th Day
The 13th Day (bra: Os Três Segredos de Fátima; prt: O 13.º Dia) é uma película cinematográfica de 2009, dirigida pelos irmãos Ian e Dominic Higgins, que relata a história de uma das mais conhecidas aparições marianas do mundo católico: as aparições de Nossa Senhora de Fátima.
Esta película recria os épicos e incríveis eventos marianos ocorridos no lugar da Cova da Iria, em Fátima, Portugal, presenciados por três pequenos pastorinhos portugueses, Lúcia dos Santos e os seus primos Jacinta e Francisco Marto.
A película apresenta uma grande particularidade: é que decorre toda a preto e branco, embora se altere para cores nos momentos em que aparece a Santíssima Virgem Maria ou quando se concretiza o milagre do Sol.
Foi apresentada a 13 de Maio de 2009 no Festival Internacional de Cinema de Cannes.

## Elenco
| Actor/Actriz    | Personagem                                          |
| --------------- | --------------------------------------------------- |
| Jane Lesley     | Maria dos Santos (mãe de Lucía dos Santos)          |
| Michael D'Cruze | António dos Santos (pai de Lucía dos Santos)        |
| Kelley Costigan | Olímpia de Jesus (mãe de Jacinta e Francisco Marto) |
| Tarek Merlin    | Artur de Oliveira Santos                            |